# NGC 5591-2
NGC 5591-2 is een sterrenstelsel van ongebruikelijke aard in het sterrenbeeld Ossenhoeder. Het hemelobject werd op 4 juni 1886 ontdekt door de Amerikaanse astronoom Lewis A. Swift.

## Synoniemen
- UGC 9207
- MCG 2-37-6
- MK 809
- ZWG 75.23
- KCPG 424B
- PGC 93125